# MRTG
MRTG (Multi Router Traffic Grapher) は、ルータなどネットワーク機器が送受信したデータの量（トラフィック）をグラフによって可視化するプログラム。グラフ部分をPNGフォーマット、付帯情報をHTMLフォーマットで出力するため、ウェブサーバと連携して結果を表示することが可能である。もともとはルータを対象として開発されたためこの名前となった。
SNMPマネージャとして動作し、SNMPエージェントであるネットワーク機器やサーバ機からネットワーク・トラフィック情報を取得し、それをINPUTとOUTPUTの2系列としてグラフ上にプロットする。
高い柔軟性を持ち、データとしてはネットワーク・トラフィックだけでなく、SNMPで取得可能な他の情報（CPU Load Average、Disk使用率、メモリ空き容量等）や、外部コマンドの実行結果を利用することができる。
欠点としては、1つのグラフで必ず2系列のデータを用いなければならないため、3系列以上のグラフが作成できない。
(気温などの)マイナス値を測定できないこと等がある。

## トラフィック
緑色のグラフは、ネットワーク機器のINPUTトラフィック

青色のグラフがOUTPUTとなっている。